# Gorno-Altaïsk
Ulalu
Gorno-Altaïsk (en russe : Горно-Алтайск, , litt. « ville du Haut-Altaï »), ou Ulalu, (en altaï méridional : Улалу, Ulalu, d'après son ancien nom Oulala jusqu'en 1932), officiellement la ville de Gorno-Altaïsk (russe : город Горно-Алтайск) est la capitale de la république de l'Altaï, en Russie. Elle est aussi la plus grande ville du sujet sibérien, avec ses 64 558 habitants en 2022. Elle fait partie du district fédéral sibérien et se situe tout près de la frontière avec le kraï de l'Altaï.
Le territoire de la ville se situe dans un bassin entouré de collines, avec deux rivières qui y coulent ; la Maïma et l'Oulakcha, et il fut peuplé dès la Préhistoire, même si la ville n'a été fondée qu'en 1824. Elle est aujourd'hui une ville en plein développement économique, grâce à l'explosion du tourisme dans la région, la ville servant de porte d'entrée pour celle-ci. Elle est le point de départ des excursions vers de nombreux lieux touristiques comme le lac Teletskoïe.

## Étymologie
Le premier nom de ce qui était alors un village était Ulala, et il existe plusieurs versions sur l'origine du mot. Une première hypothèse suggère que le nom Ulala vient de l'altaï Ula-uul, composée du radical « Ulu » signifiant grand, et du radical  « Uul » signifiant une cuillère avec de l'eau, un paraje. Une autre hypothèse suggère que le nom vient du mot de l'altaï « Ula » (Ulus) qui signifie un grand village, un village. Dans les deux cas, les colons russes ont ensuite changé tous les noms pour les adapter à leur langue, et la localité d'Ulu-Ula est devenu dans la transcription Ulala (Oulala),.
Une dernière hypothèse suggère que le nom Ulala vient du nom de la rivière Ulaluchka qui traverse la ville. Ulaluchka vient de l'altaï « ulula », où -ulu  - signifie « grand », et où « la » est le suffixe de possession.
Au cours des deux décennies suivantes, la ville d’Ulala changea de nom à deux reprises. En 1922, l'oblast autonome oïrote est formé, mais la ville ne change pas tout de suite de nom. Mais par une résolution du Présidium du Comité exécutif central russe de l'URSS du 4 juillet 1932, la ville a été rebaptisée « Oïrot-Tiura », c'est-à-dire la « ville des Oïrots » (Oïrot nom du peuple connu en français sous le noms d'Oïrats, Toura - « ville »). En 1948, dans le cadre de la clarification du nom ethnique de la population principale de la région (Altaïens au lieu d'Oïrats), l'oblast autonome fut rebaptisée du Haut-Altaï (Haut-Altaï en russe se dit « Gorno-Altaï ») et la ville Oïrot-Tura fut rebaptisée Gorno-Altaïsk, c'est-à-dire littéramenet « du Haut-Altaï ». Après 1948, le nom de la ville n'a pas changé.

## Géographie

### Situation
La ville de Gorno-Altaïsk se trouve au nord de la République de l'Altaï, tout près de la frontière avec le kraï de l'Altaï. Elle se situe à la limite entre les montagnes de l'Altaï et la plaine fluviale de l'Ob. Elle se trouve au centre sud de la Sibérie, et elle est à peu près au centre sud du pays. La ville est en effet à 3 130 km de Moscou et à 3 520 km de Vladivostok, en Extrême-Orient.
La grande ville la plus proche est celle de Novossibirsk, à 400 km au nord-ouest. Enfin dans les villes moyennes, elle se trouve à 210 km de Barnaoul et à 80 km de Biïsk, toutes les deux au nord-est.
La ville est située dans le bassin d'un ancien lac, qui existait il y a des centaines de milliers d'années. Ce bassin est traversé par la rivière Maïma, qui vient du sud, et qui tourne en direction nord-ouest en plein centre-ville pour aller se jeter une dizaine de kilomètres plus loin dans la Katoun. Au moment où elle tourne, la rivière rencontre son affluent, la rivière Oulachka qui vient du nord-est. Le bassin est ainsi séparé en trois vallées, avec une zone centrale, empruntés par les deux cours d'eau de la commune.

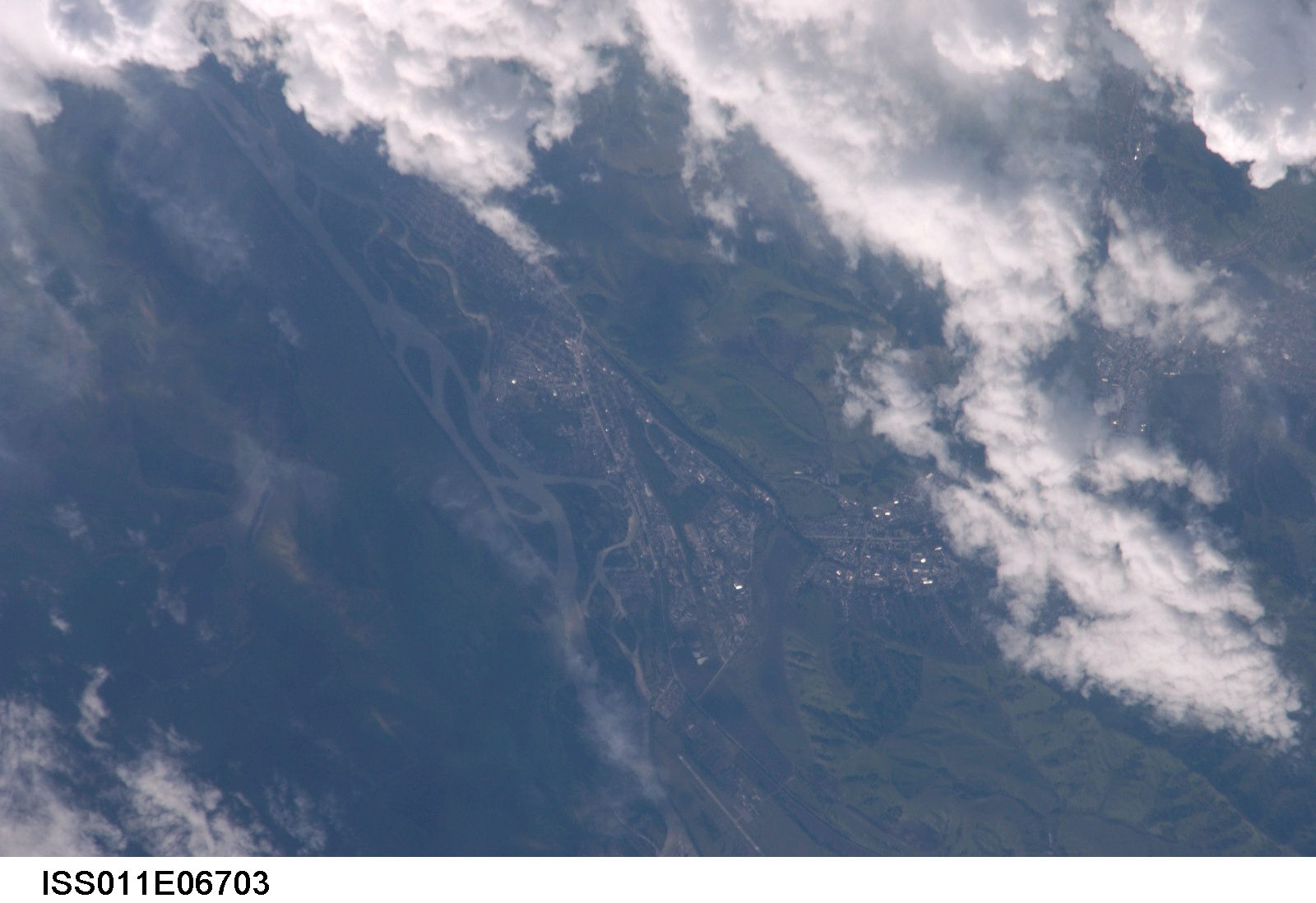
Gorno-Altaïsk est à droite, partiellement cachée par les nuages.

Les montagnes entourant ce bassin font partie des versants des monts Ioglo, et les sommets entourant la ville font au maximum entre 270 et 300 mètres de plus que l'altitude du bassin. Au nord se trouve le mont Tougaïa, avec ses 641 mètres, et au sud-ouest se trouve le mont Komsomolskaïa, avec ses 427 mètres. Il faut aussi noter qu'un quartier de la ville s'est établi dans une vallée au sud-ouest du mont Komsomolskaïa, en parallèle à celle de la rivière Oulachka .
La superficie de la ville en tant que municipalité et subdivision de la république est de 96,6 km2, soit 0,1 % de la superficie de la République de l'Altaï. Une part importante de la superficie totale des terres urbaines est occupée par des terres publiques (un peu moins de 40 %). La plupart de ces terres publiques sont par rues, des places, des allées et des routes.

### Localités limitrophes
La ville est limitrophe de localités de différentes municipalités, toutes incluses dans le raïon de Maïma, qui sont les suivantes :
- Au nord-ouest se trouvent Maïma et Karlouchka (établissement rural de Maïma) et au nord-est Alfiorovo (établissement rural de Kyzyl-Oziok)
- Au sud-ouest se situent Soïouzga (établissement rural de Soïouzga), Rybalka et Doubrovka (établissement rural de Maïma), et au sud se trouve Kyzyl-Oziok (établissement rural de Kyzyl-Oziok)

| Karlouchka, Maïma            |               | Alfiorovo |
|                              | Gorno-Altaïsk |           |
| Soïouzga, Rybalka, Doubrovka | Kyzyl-Oziok   |           |

### Topographie
Le relief du territoire de la commune est montagneux, très disséqué, où se combinent des éléments géomorphologiques d'origines différentes. La ville se situe dans le piémont de l'Altaï, un système montagneux d'Asie centrale. La ville est entourée par les monts Ioglo de l'Altaï, qui sont plus des collines que des montagnes, et elle se situe dans les vallées des rivières Maïma et Oulalouchka, qui forment un bassin. Les altitudes générales de la ville varient de 272 à 305 mètres.
Les principales montagnes entourant la ville de Gorno-Altaïsk sont au nord les monts Kolbachka (755 m), Tougaïa (641 m) et Iria (550 m). À l'est se trouvent plusieurs monts sans nom, dont un de 808 m qui est le point culminant de la commune, Au sud se trouvent des sommets sans noms de 744 m et 684 m, et au sud-ouest se trouve un sommet sans nom de 761 m. Enfin à l'ouest se trouve le mont Oukhtioubka (549 m) et le mont Komsomolskaïa (427 m). La vallée dans laquelle se trouve la ville est la plus haute dans la périphérie sud-est tandis que les zones les plus basses de la ville sont au nord-ouest, avec 264 m d'altitude en minimum absolu. Les pentes des monts sont douces, même si des ravins et des vallées de rivières viennent disséquer certains monts. Les pentes des versants varient de 6-8° à 25-30° selon les endroits, et avec un maximal de 35-45°. Les sommets des montagnes sont souvent aplatis.
Les vallées des rivières qui se jettent dans la Maïma sont larges de 200 à 480 m, et les selles entre les vallées sont larges de 50 à 200 mètres. La vallée de la Maïma est quant à elle une plaine inondable, pleine d'alluvions, avec des terrasses au-dessus de la plaine inondable. La vallée s'étend du sud-est de la ville au nord-ouest, et sa largeur varie de 500 à 900-1 000 m. Sa largeur maximale est à la confluence avec la rivière Oulalouchka et dans une partie de la zone nord-ouest de la ville. Cependant, dans la partie nord-ouest de la ville, elle doit passer entre les montagnes, se rétrécissant fortement jusqu'à seulement 70 mètres de large.

### Climat
Le climat de la ville est fortement continental, avec des étés courts, chauds et pluvieux ainsi que des hivers froids et secs.
Comme la ville se trouve dans un bassin, la ville est protégée des vents, y compris ceux froids de l'hiver. Cependant, cela crée des smogs en hiver, qui créent de forts pics de pollution. De plus, le phénomène de couches d'inversion est aussi présent en hiver, ce qui accentue encore plus le problème de la pollution.
- Température record la plus froide : −48,6 °C (décembre 1938)
- Température record la plus chaude : 39,6 °C (juillet 1992 et août 2002)
- Nombre moyen de jours avec de la neige dans l'année : 13,1
- Nombre moyen de jours de pluie dans l'année : 159,4

| Mois                                  | jan.       | fév.       | mars       | avril      | mai        | juin      | jui.      | août      | sep.      | oct.       | nov.       | déc.       | année      |
| ------------------------------------- | ---------- | ---------- | ---------- | ---------- | ---------- | --------- | --------- | --------- | --------- | ---------- | ---------- | ---------- | ---------- |
| Température minimale moyenne (°C)     | −20,5      | −19,5      | −13,1      | −3         | 4,4        | 9,6       | 12,2      | 10,1      | 4,5       | −1,5       | −11,4      | −18,1      | −3,8       |
| Température moyenne (°C)              | −15,1      | −13,7      | −7,1       | 3          | 11,5       | 16,6      | 18,6      | 16        | 10,2      | 3,3        | −6,5       | −12,7      | 2,1        |
| Température maximale moyenne (°C)     | −7,9       | −5,8       | 0,4        | 10,7       | 19,5       | 24        | 25,6      | 23,4      | 18,2      | 10,8       | 0,1        | −6,3       | 9,5        |
| Record de froid (°C) date du record   | −46,4 1969 | −43,9 1931 | −36,3 1971 | −31,5 1964 | −15,1 1931 | −2 1933   | 2,6 1988  | −1 1967   | −8,3 1969 | −24,7 1987 | −42,8 1952 | −48,6 1938 | −48,6 1938 |
| Record de chaleur (°C) date du record | 13,5 1983  | 15,2 2002  | 25,3 1989  | 33,6 2020  | 36,1 1980  | 37,5 1977 | 39,6 1992 | 39,6 2002 | 36,4 2022 | 29,8 2015  | 24 2017    | 16,5 1955  | 39,6 2002  |
| Ensoleillement (h)                    | 85         | 116        | 173        | 192        | 241        | 265       | 276       | 233       | 174       | 115        | 78         | 68         | 2 016      |
| Précipitations (mm)                   | 21,5       | 21,1       | 28,4       | 52,2       | 75,3       | 99,5      | 108,5     | 99        | 72,6      | 61,3       | 49         | 36,1       | 724,7      |
| Nombre de jours avec précipitations   | 10,6       | 10         | 11,6       | 12,7       | 13,9       | 14,6      | 15,9      | 15,8      | 14        | 13,4       | 13,7       | 13,3       | 159,4      |
| Nombre de jours avec neige            | 2,2        | 1,8        | 1,6        | 0,5        | 0          | 0         | 0         | 0         | 0         | 0,6        | 2,6        | 3,8        | 13,1       |

| Diagramme climatique                                  |               |              |            |             |           |               |            |             |              |            |               |
| J                                                     | F             | M            | A          | M           | J         | J             | A          | S           | O            | N          | D             |
| −7,9−20,521,5                                         | −5,8−19,521,1 | 0,4−13,128,4 | 10,7−352,2 | 19,54,475,3 | 249,699,5 | 25,612,2108,5 | 23,410,199 | 18,24,572,6 | 10,8−1,561,3 | 0,1−11,449 | −6,3−18,136,1 |
| Moyennes : • Temp. maxi et mini °C • Précipitation mm |               |              |            |             |           |               |            |             |              |            |               |

### Géologie
La géologie de la ville est caractérisée par des dépôts de roche couverture et par la présence de failles tectoniques. La structure géologique comprend des roches magmatiques du Paléozoïque et des sédiments meubles du Quaternaire. Les roches du Paléozoïques sont représentées par des roches magmatiques, avec des basaltes, des tufs, mais aussi par des roches sédimentaires comme des calcaires, des grès et des limons. Cette couche possède aussi des dolomites et des quartzites. Quant-aux dépôts quaternaires, ils sont représentés par des argiles, des grès, des loams, des sables, et d'autres sédiments.

## Urbanisme

### Occupation des sols

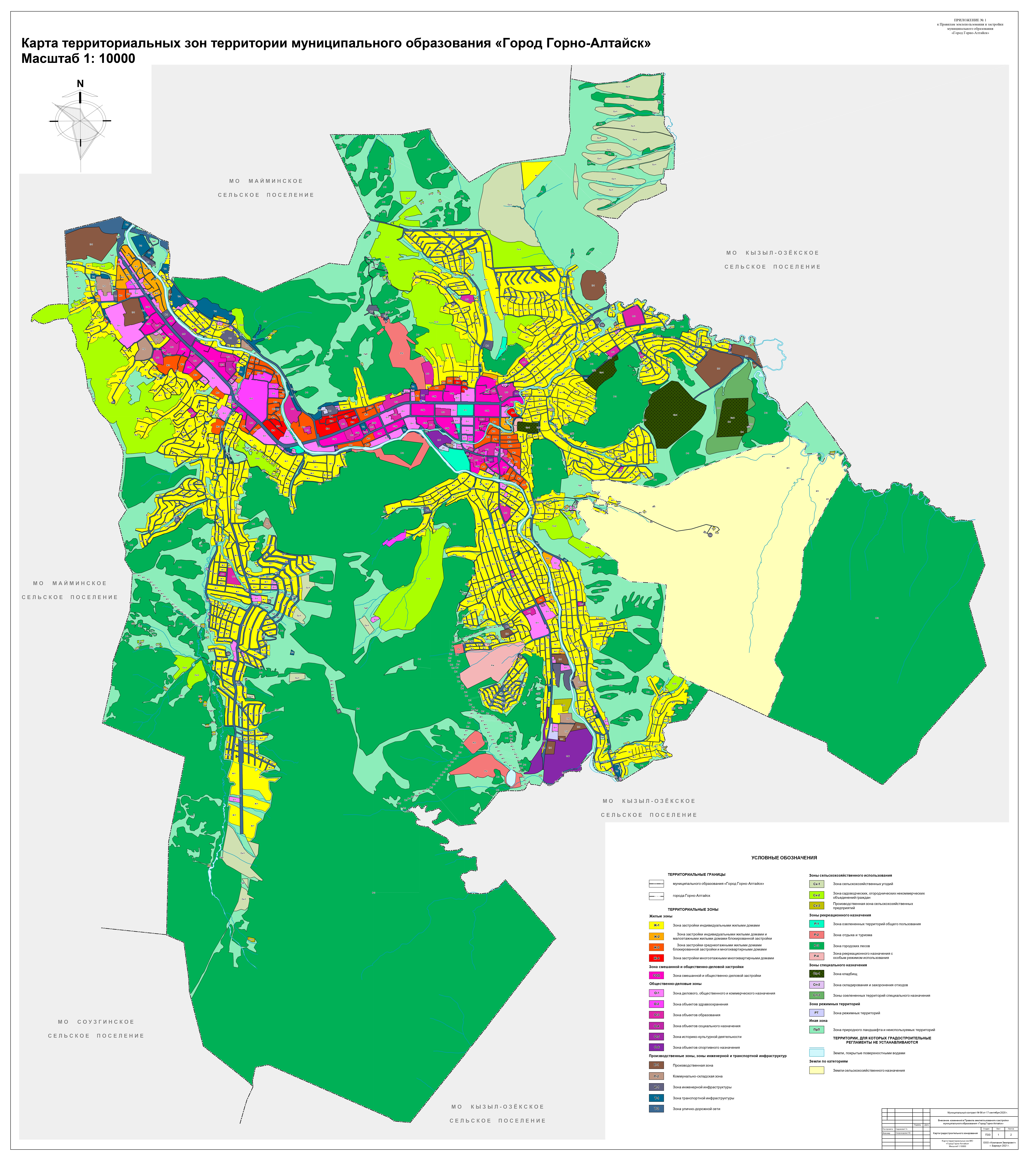
Carte de l'occupation des sols de la ville en 2022.

L'occupation des sols est, selon le plan général de Gorno-Altaïsk de 2022, la suivante,,,:
| Année                                                                     | 2022 (ha) | %    |
| ------------------------------------------------------------------------- | --------- | ---- |
| Zones résidentielles                                                      | 1291.7    | 13.4 |
| Zone de développement mixte et public-économique                          | 82,2      | 0,9  |
| Zones publiques et commerciales                                           | 243,2     | 2,5  |
| Zones de production, zones d’ingénierie et d’infrastructures de transport | 584,8     | 6,1  |
| Zones à vocation agricole                                                 | 1366,6    | 14,1 |
| Zones de loisirs                                                          | 4407,3    | 45,6 |
| Zones à vocation spéciales                                                | 62,1      | 0,6  |
| Zones d'espaces réglementés                                               | 3,7       | 0,4  |
| Zone de paysage naturel et zones inutilisées                              | 1618,2    | 16,7 |
| Total                                                                     | 9659,8    | 100  |

### Projets d'aménagement
Actuellement, il existe un important projet d'infrastructures de reconstruite la route fédérale R256, qui a été approuvé par un arrêté de Rosavtodor le 20 décembre 2019. Il prévoit de réaligner la route pour la faire contourner Maïma plus à l'ouest, entre Maïma et Gorno-Altaïsk, avec deux sorties autoroutières vers Gorno-Altaïsk,. Il est à noter qu'une partie de la route est déjà élargie au niveau de Karlouchka, l'ouverture de cette section ayant eu lieue en 2019.
Un autre projet souhaite la construction d'un contournement en voie rapide au sud de Gorno-Altaïsk. Il devrait relier le 448e km de la R256 (entre Karlouchka et Doubrovka) à la route du Teletskoïe, au sud de Kyzyl-Oziok. Long de 26 km, avec des sorties à niveau, le contournement devrait permettre, conjointement avec le projet de contourner Maïma, d'éliminer le transport de transit traversant Gorno-Altaïsk et Kyzyl-Oziok. La construction du contournement pourrait commencer en 2025.

### Risques naturels
Le territoire de la ville est identifié comme à risques concernant les feux de forêts.

### Voies de communication et transports

#### Infrastructures routières
Le réseau routier, selon les chiffres de 2022, se compose de routes de différentes catégories d'une longueur totale de 454 km, et il est ancien. Parmi cette longueur totale, il y a 266,74 km de routes publiques d'importance locale avec un revêtement dur. Les principales rues de la ville sont l'avenue communiste, la rue Lénine et la rue Tchoros-Gourkine.

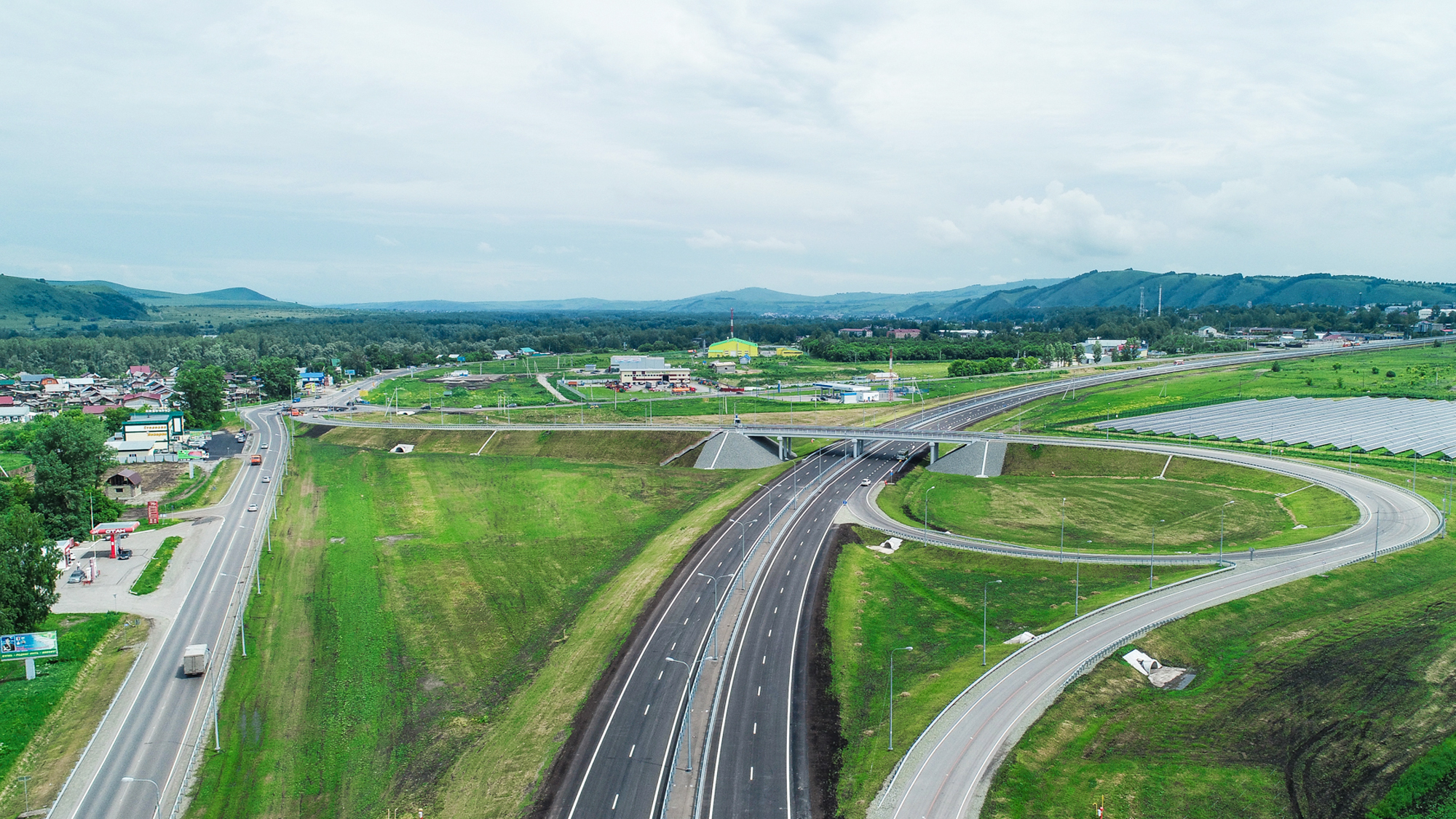
La R256 à Karlouchka.

Gorno-Altaïsk est aussi un nœud routier régional, en sachant que le transport routier est le principal mode de transport de la république, aussi bien de passagers que de marchandises. La route fédérale R256, dite route de la Tchouïa, qui part de Novossibirsk, via Barnaoul et Biïsk, traverse  la République jusqu'à la frontière avec la Mongolie, évite la ville en passant à Maïma. Elle connecte la ville et la région au réseau routier russe. Gorno-Altaïsk est connectée à la R256 par la route régionale 84K-14, longue de 2 km, qui va de la R256 à Karlouchka jusqu'à l'avenue communiste.
Outre ces routes, la ville est connectée à la route régionale 84K-13 qui la relie au village voisin d'Alfiorovo ainsi qu'à la route du Teletskoïe (auxiliaire de la R256, avant 2022 nommée 84K-15). Cette dernière route, longue de 154 km, part de Gorno-Altaïsk, traverse Tchoïa, Verkh-Biïsk, pour rejoindre Artybach sur les rives du Teletskoïe,.

#### Transports

##### Transports en commun
Gorno-Altaïsk possède un réseau de bus à la fois urbain et suburbain, qui fonctionne de 6h à 22h. Le réseau est exploité par l'entreprise public Gorno-Altaïsk PATP et par des entreprises privés, et il possède 95 bus. La nuit, ces bus sont remplacés par des taxis. Au sein de la ville, elle est desservie par 14 lignes, et elle et sa banlieue sont desservies par 26 autres lignes, à la fin 2022. Le tarif est de 18 roubles pour les bus urbains et de 20 pour les suburbains.
La ville possède le bus comme seul moyen de transport longue distance, il n'y a en effet pas de gare, la plus proche étant à Biïsk, à 106 km de la ville. Ces bus interurbains la connecte à Biïsk, Barnaoul, Novossibirsk, Kémérovo ainsi que la plupart des localités de la république, comme Koch-Agatch ou Oust-Koksa.

##### Transport aérien
L'aéroport de Gorno-Altaïsk se situe à 14 km de la ville, au sud du village de Maïma, et il est accessible par la route de la Tchouïa. Des vols quotidiens relient l'aéroport à Moscou, Novossibirsk, Kazan, Krasnoïarsk, Iekaterinourg, Samara, entre autres,.
En 2023, l'aéroport a enregistré 430 mille passagers, soit une augmentation de 32 % par rapport à 2022, où ce chiffre était de 326 mille passagers. L'aéroport a profité d'une augmentation du flux touristique vers la république. Cependant, l'aéroport est limité par sa petite taille et son petit terminal. Face à ces restrictions, le gouverneur de la république Oleg Khorokhordine a annoncé la reconstruction de l'aéroport et de ses infrastructures entre 2025 et 2027.

## Histoire
| Appartenances historiques Empire russe (Gouvernement de Tomsk) 1824-1917 Empire russe (Gouvernement de l'Altaï) 1917-1917 République russe (Gouvernement de l'Altaï) 1917-1918 Gouvernement du Karakorum 1918-1918 Gouvernement provisoire de la Sibérie autonome 1918-1918 État russe 1918-1919 Gouvernement du Karakorum 1919-1922 Union soviétique (Oblast autonome Oïrat) 1922-1948 Union soviétique (Oblast autonome du Haut-Altaï) 1944-1991 Fédération de Russie ( République de l'Altaï) 1991-présent |

### Préhistoire
Dans les années 1960, l'archéologie soviétique Alekseï Okladnikov a découvert des outils de l'homme primitif sur le territoire de la ville moderne. D'après les fouilles archéologiques de ce site, nommé site d'Oulala, en plein cœur de la ville, l'endroit fut habité à la Préhistoire par l'homme de Néandertal et de Denisova, et le site fut découvert en 1961. Des outils ont été découverts, mais par crainte d'abîmer le site, il n'y a plus eu de fouilles depuis 1981. Les hommes qui vécurent ici vivaient de la cueillette et de la chasse, et étaient nomades.
La datation ne fait pas consensus parmi les scientifiques. Des estimations situent le site à au moins 150 000 à 200 000 ans, tandis que d'autres datent le site de 300 000 ans à 1,5 million d'années, malgré le fait que les découvertes archéologiques les plus anciennes en Sibérie ont en général 20 000 à 25 000 ans. Ces datations font de Gorno-Altaïsk une ville avec des traces de la présence des premiers habitants de la région, voire de la planète. En reconnaissance de l'importance de la découverte du site, des images d'outils anciens ont été mises sur les armoiries de Gorno-Altaïsk.
Des sites archéologiques de l'âge du bronze, des habitations de la période scythe, d'anciens kourganes turcs et des sculptures en pierre ont été découverts sur le territoire de la ville.

### Empire russe

#### XIXesiècle
Lorsque l'Altaï a adhéré en 1756 à l'Empire Russe, un des zaïsans du territoire avec sa tribu était établi à l'emplacement actuel de la ville.
L'histoire de Gorno-Altaïsk commence vraiment au début du XIXe siècle, quand des colons russes sont partis de Biïsk pour s'établir dans le territoire montagneux. Les premiers colons arrivèrent ainsi en 1824 et 4 familles altaïennes vivaient alors à cet endroit. En 1830, lorsque des missionnaires russes dirigés par le père Macarius arrivèrent, ils recensèrent 19 familles altaïennes et 3 familles d'apiculteurs russes sur les bords de la rivière Oulala.
En 1831, Oulala fut ainsi choisie comme site de la première mission orthodoxe dans l'Altaï russe et des colons russes commencèrent à s'y installer, dirigés par le père Makary Gloukharev et l'éparchie de Tomsk. Leur premier objectif était d'enseigner les Altaïens, y compris dans le domaine de la religion. Mais la mission était aussi engagée dans des fins scientifiques, comme dans la botanique. Cette année-là, quatre maisons appartenant à des Altaïens étaient construites, et en 1838, une école religieuse fut ouverte.
En 1840, le couvent Saint-Nicolas fut ouvert dans la périphérie du village, et en 1863, une communauté de religieuses s'établit près du village. En 1874, l'église du Sauveur est construite.
Par la suite, les missionnaires ont été rejoints par les marchands russes faisant du commerce avec l'Asie via la route de la Tchouïa. Parmi les biens échangés, il y avait du bétail, de la laine, du sel, du thé ou bien des tissus.
En 1861, la Russie abolit le servage, ce qui permet aux paysans de s'installer dans le village, ainsi que des artisans et commerçants. C'est à ce moment-là qu'est créée la foire annuelle de Saint-Nicolas du 6 au 13 décembre, où de nombreux marchands vendent leurs produits. C'est ainsi que vers la fin des années 1860, la population atteignit les 300 personnes
En 1895, lorsque Vassili Sapojnikov, géographe et botaniste russe y séjourne, il note qu'Oulala est un village assez grand, avec de nombreux magasins et maisons.
En 1897, le village comptait déjà 4 bâtiments publics, 11 maisons de la mission spirituelle de l'Altaï, 149 maisons de colons russes ainsi que  131 maisons d'Altaïens baptisés. Une zone commerciale apparue à l'endroit où se tenait chaque année la foire de Nicolas. En cette fin de siècle, le Haut-Altaï attire l'attention des scientifiques et des commerçants, et ainsi le premier hôtel du village ouvre, ainsi que plusieurs auberges.
En 1899, une pétition est faite par les colons russes pour qu'Oulala devienne une ville (un établissement urbain), mais les Altaïens, souhaitant garder leur conseil tribal, et les étrangers s'y opposent, afin d'éviter que plus de terres soit données aux colons russes.

#### Début duXXesiècle
Au début du XXe siècle, Oulala a continué à se développer avec l'accroissement des échanges avec les marchands chinois et mongols.

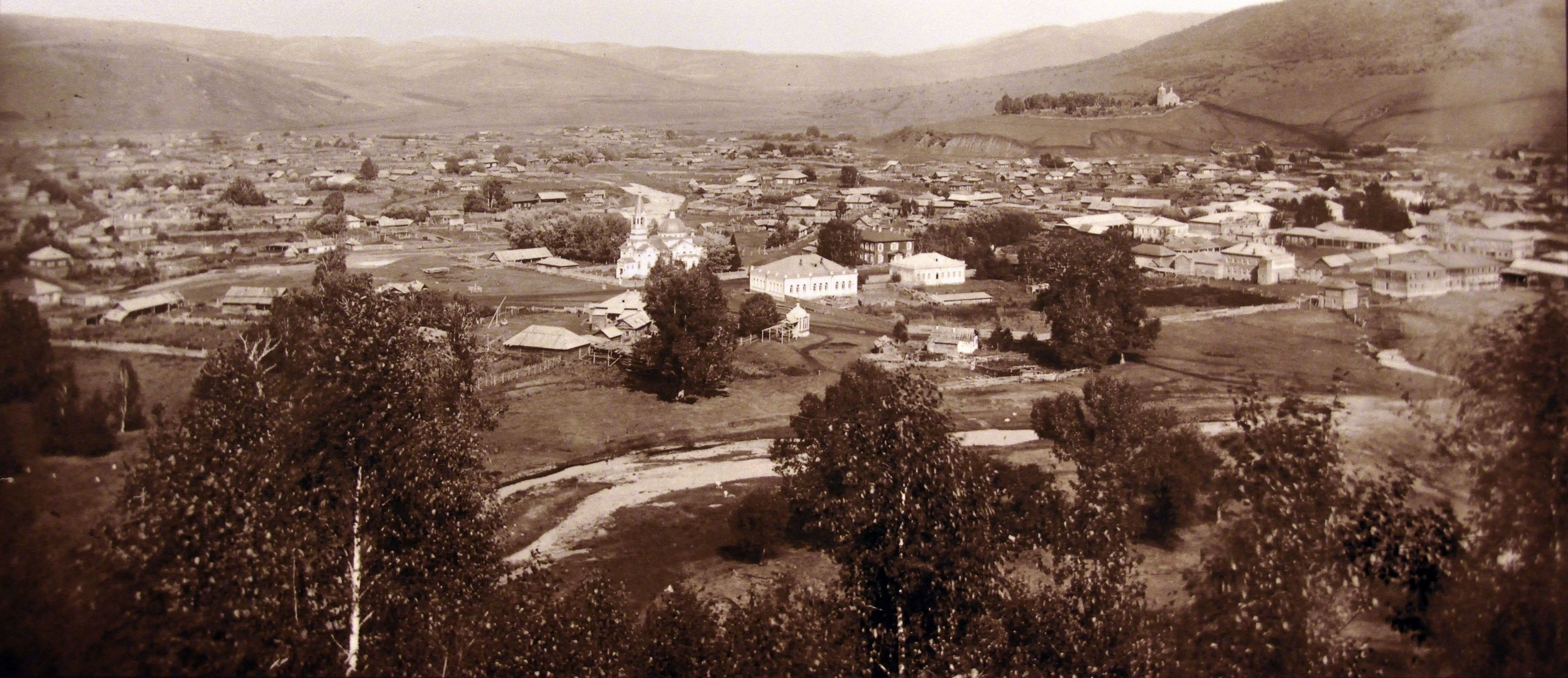
Gorno-Altaïsk au début du XXe siècle.

En conséquence de la révolution russe de 1905, Gorno-Altaïsk voit la mission orthodoxe se terminer, et une administration est créée, avec des services de l'État, comme la poste.
Vers 1910, un plan urbain est créé, afin de savoir où installer les nouveaux arrivants. Oulala est alors divisée en deux parties ; sur la rive droite où il y a déjà l'essentiel du village pour les nouveaux tandis que sur la rive gauche les ecclésiastiques, les marchands et les fonctionnaires. C'est aussi à ce moment-là que les routes sont pavées, et quelques industries apparaissent en périphérie,
En 1910, le village possédait déjà 3 églises, 2 écoles, un hôpital rural, un bureau de poste ainsi que des instiutions municipales. La population s'élevait alors à 3 127 habitants, répartis dans 500 ménages. La population est mixte, avec une prédominance de Russes, bien que les Altaïens constituent une part importante de la population.

### Guerre civile russe
Pour un article plus général, voir Haut-Altaï pendant la guerre civile russe.
À l'été 1917, un zemstvo est créé à Gorno-Altaïsk, et en mars 1918, c'est un conseil de paysans qui prend le relais. La région est alors loin du conflit, et les rouges et blancs « cohabitent ». Le 22 février 1918, au sein du Gouvernement de l'Altaï, l'ouïezd de Gorno-Altaïsk est formé avec comme capitale Oulala.
La guerre civile commence avec  la révolte de la Légion tchécoslovaque en mai 1918, soutenue par la population locale. Et alors que Biïsk tombe aux mains des Armées Blanches le 9 juin 1918, le président du conseil des paysans de Gorno-Altaïsk est forcé de se cacher par peur d'être tué. Le même jour, l'ouïezd de Gorno-Altaïsk devient le Gouvernement de Karakorum (en), entité pro-soviétique, toujours avec Oulala comme capitale. Mais dans la région, des détachements pro-bolchéviques se forment, et le Gouvernement provisoire de la Sibérie autonome décide alors d'envoyer l'Armée Blanche dans la région. Le 14 juillet 1918, les Blancs sont dans la ville, et les soviétiques en sont chassés.
Le 18 décembre 1919, 11 jours après que Biïsk soit tombé, Oulala tombent aux mains des soviétiques, face aux Armées Blanches désorganisées, et la région est prise l'année suivante. L'oblast autonome d'Oïrot fut créé en le 1er juillet 1922, Oulala en devint la capitale, afin de remplacer l'ancien gouvernement pro-blanc, qui siégeait lui à Altaïskoïe.

### Époque soviétique

#### Années 1920 et 1930
En 1923, Oulala était décrite comme une ville « mal adaptée au rôle de capitale de la région autonome », avec une surpopulation des bâtiments et une insalubrité importante. Deux ans plus tard, alors que le pouvoir soviétique rénove la ville, le premier avion arrive à Oulala depuis Biïsk. L'année suivante, le téléphone arrive, et un musée, une bibliothèque, des bains publics, et les premiers bâtiments d'architecture soviétique apparaissent.
En 1927, le musée des traditions locales des Oïrats ouvrit ses portes, rassemblant des collections sur l'histoire, la culture et l'ethnographie de l'Altaï. La même année en novembre, la Maison Lénine fut construite, devenant le centre de la vie culturelle et sociale d'Oulala. Le bâtiment a par la suite brûlé en 1931.
Le 27 février 1928, le village d'Oulala obtient le statut de ville, et de nombreux bâtiments en pierres apparaissent, avec des services (écoles, hôpitaux, etc.) et des parcs. L'année suivante, une ligne de bus est établie entre Biïsk et Oulala.
Le 16 octobre 1928, les premiers cours commencèrent au Collège pédagogique, avec 62 étudiants qui ont été admis en première année. En décembre 1930, une école technique vétérinaire est ouverte, puis en en août 1931 une école d'art, où étudient 25 étudiants.

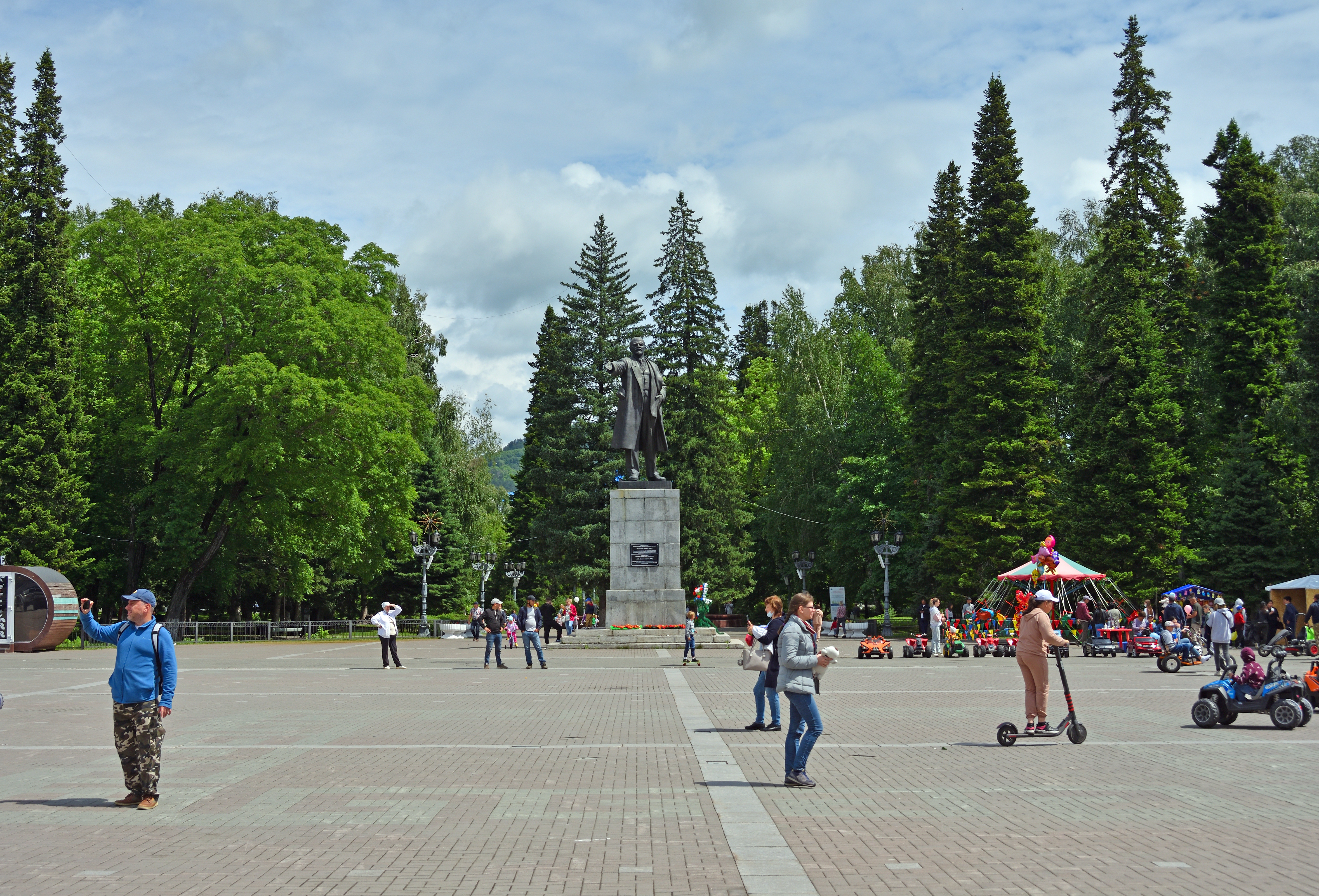
Place Lénine.

Pendant les années 1930, des travaux d'aménagements commencent dans la ville. Des rues pavées et alignées sont construites, des ponts et les premiers bâtiments en pierre à deux et trois étages apparaissent. De plus, des dizaines d’équipements socioculturels sont construits. Oïrot-Toura voit ainsi ouvrir une imprimerie et une station de radio, une caserne de pompiers, un tribunal régional et un parquet, ainsi qu'un hôpital régional de 40 lits. Les habitants de la jeune ville sont encouragés à planter des arbres, des arbustes et des fleurs dans les rues et les montagnes environnantes, tandis que la ville crée un jardin public et un parc urbain.
Avec le développement économique et culturel d'Oïrot-Toura, la population a rapidement augmenté. Ainsi, de 1931 à 1939, la population a presque triplé, passant de 8 320 à 24 000 personnes.
Le 23 juillet 1932, le nom d'Oulala est changé en Oïrot-Toura, et la ville dispose désormais de l'électricité et de la radio. La Maison des soviets, la place Lénine et un cinéma sont aussi inaugurés pendant cette décennie.

#### Seconde Guerre mondiale
Pendant la Guerre, la ville voit de nombreux réfugiés arriver depuis Leningrad ou Moscou, dont des chercheurs d'universités prestigieuses. Plus de 5 000 personnes ont élu domicile pendant la période dans la ville. La ville passa à l'économie de guerre, et toutes ses usines furent mobilisées pour fournir les troupes. La ville envoya aussi de nombreux hommes au front, qui ne revinrent pas tous.
Des industries et des universités ont été évacuées à Oïrot-Toura, en particulier l'institut pédagogique industriel de Moscou Karl Liebknecht et l''Institut des fruits et légumes de Mitchourinsk. Cela a contribué à la fin de la guerre à l'émergence d'établissements d'enseignement supérieur à Oïrot-Toura.

#### De 1945 à 1991
Le 7 janvier 1948, pour lutter contre le sentiment national oïrote, les autorités firent disparaitre toute référence à la nationalité oïrote et changèrent le nom de la région en oblast autonome du Gorno-Altaï (c'est-à-dire oblast autonome du Haut-Altaï), et avec elle le nom de la capitale en Gorno-Altaïsk.
De nouveaux quartiers se construisent, et plusieurs usines sont ouvertes au cours des années 1950, avec des usines de couture, de tissage, de meubles, de rideaux, et de chaussures entre autres. Une usine de produits en béton armé ouvre aussi ses portes. Le Théâtre National du Haut-Altaï a ouvert ses portes et la télévision est apparue dans la ville en 1958.
En 1957, un plan général de la ville est créé, afin d'augmenter la population de la ville de 33%. Pendant les travaux, une place avec une statue de Lénine est créée, ainsi que l'avenue Staline (aujourd'hui nommée avenue Communiste), grâce à l'aide d'urbanistes de Moscou. L'éclairage urbain et les logements sociaux apparaissent aussi.
Entre les années 1960 et 1980, la sphère sociale et les infrastructures communales se sont développées rapidement à Gorno-Altaïsk. Ainsi la ville a vu apparaître de nouvelles écoles secondaires et primaires , de nouveaux quartiers ont été construits, et les système de drainage et assainissement centraux, le chauffage central, et la communication téléphonique se sont répandus à toute la ville.

### Gorno-Altaïsk depuis la fin de l'URSS

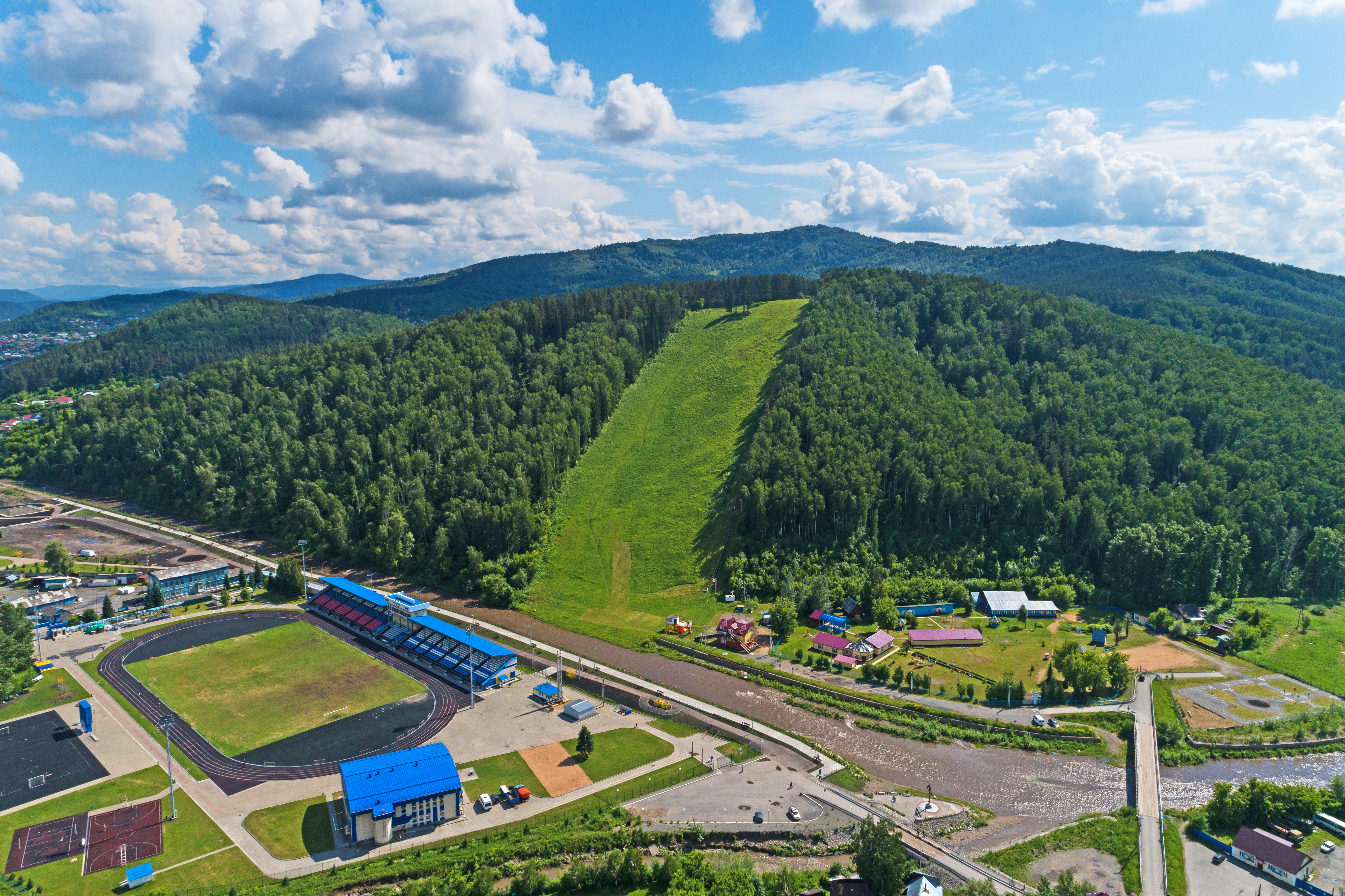
Piste de ski sur le mont Komsomolskaïa

Le 3 juillet 1991, peu avant la chute de l'URSS, la région autonome du Gorno-Altaï a été rebaptisé République du Gorno-Altaï, et le 7 mai 1992, le nom est encore changé pour la République de l'Altaï, toujours avec Gorno-Altaïsk comme capitale.
En conséquence de la perestroïka, l'économie de la ville souffre, et toutes sauf une usine ferment, mais la République intervient au début des années 2000 afin de relancer l'économie, ce qui marche, en grande partie grâce à d'importantes subventions et à la construction de services publics. En 2004, des écoles, une piscine, un centre sportif et un stade sont ouverts, ainsi qu'une piste de ski avec une remontée mécanique, avec aussi une patinoire. En 2008, la ville est entièrement mise au gaz, et des parcs sont créés ainsi que des quais de promenade le long de la rivière Maïma.
Cependant, la ville a été sauvée de la tendance nationale de déclin des villes de province par la reconnaissance de la région comme une république, et de la reconnaissance des Altaïens comme ethnie en déclin. En conséquence, les subventions gouvernmentales ont affluées dans la république, y compris à Gorno-Altaïsk. Par ailleurs, la ville attire les habitants des zones rurales de la république.
Jusqu'en 2010, Gorno-Altaïsk avait le statut de ville historique, cependant, par arrêté du ministère de la Culture de la fédération de Russie du 29 juillet 2010, la ville a été privée de ce statut.

## Politique et administration

### Administration
La ville possède un conseil municipal, élu tous les 5 ans via un système mixte. Cette douma est chargée, une fois élue, d'élire un maire, qui possède le pouvoir exécutif. Les dernières élections municipales ont eu lieu en septembre 2022, où Russie unie a remporté 20 sièges. Le siège restant a été remporté par le Parti des affaires. Le conseil municipal a par la suite élu Olga Safranova comme maire le 16 décembre 2022, une membre de Russie unie,.

Douma municipale de Gorno-Altaïsk depuis 2022.

| Période           | Période           | Identité                         | Étiquette   | Qualité                                                    |
| ----------------- | ----------------- | -------------------------------- | ----------- | ---------------------------------------------------------- |
| 20 février 1992   | 29 septembre 2017 | Viktor Obloguine (ru)            | Russie unie | Condamné en 2019 pour vol et abus de position dominante    |
| 30 septembre 2017 | 15 décembre 2022  | Youri Viktorovitch Nechaïev (ru) | Russie Unie | Diplômé en mathématiques et physique                       |
| 16 décembre 2022  | En cours          | Olgra Safranova                  | Russie unie | Vice présidente du gouvernement de l'Altaï de 2014 à 2016, |

### Tendances politiques
| Scrutin             | 1er tour | 1er tour | 1er tour | 1er tour | 1er tour | 1er tour | 1er tour | 1er tour | 1er tour | 1er tour | 1er tour | 1er tour | 2d tour                  | 2d tour                  | 2d tour                  | 2d tour                  | 2d tour                  | 2d tour                  | 2d tour                  | 2d tour                  |
| Scrutin             | 1er      | 1er      | %        | 2e       | 2e       | %        | 3e       | 3e       | %        | 4e       | 4e       | %        | 1er                      | %                        | 2e                       | %                        | 3e                       | %                        | 4e                       | %                        |
| ------------------- | -------- | -------- | -------- | -------- | -------- | -------- | -------- | -------- | -------- | -------- | -------- | -------- | ------------------------ | ------------------------ | ------------------------ | ------------------------ | ------------------------ | ------------------------ | ------------------------ | ------------------------ |
| Présidentielle 2004 |          | ER       | 69,66    |          | KPRF     | 13,94    |          | Rodina   | 5,76     |          | LDPR     | 1,48     | Victoire au premier tour | Victoire au premier tour | Victoire au premier tour | Victoire au premier tour | Victoire au premier tour | Victoire au premier tour | Victoire au premier tour | Victoire au premier tour |
| Présidentielle 2008 |          | ER       | 69,73    |          | KPRF     | 17,92    |          | LDPR     | 8,83     |          | DPR      | 1,35     | Victoire au premier tour | Victoire au premier tour | Victoire au premier tour | Victoire au premier tour | Victoire au premier tour | Victoire au premier tour | Victoire au premier tour | Victoire au premier tour |
| Présidentielle 2012 |          | ER       | 58,22    |          | KPRF     | 19,78    |          | LDPR     | 6,59     |          | SE       | 4,30     | Victoire au premier tour | Victoire au premier tour | Victoire au premier tour | Victoire au premier tour | Victoire au premier tour | Victoire au premier tour | Victoire au premier tour | Victoire au premier tour |
| Législatives 2016   |          | ER       | 39.35    |          | KPRF     | 22.05    |          | LDPR     | 17.15    |          | SRZP     | 5,45     | Tour unique              | Tour unique              | Tour unique              | Tour unique              | Tour unique              | Tour unique              | Tour unique              | Tour unique              |
| Présidentielle 2018 |          | ER       | 65,06    |          | KPRF     | 24,77    |          | LDPR     | 5,72     |          | GRANI    | 1,21     | Victoire au premier tour | Victoire au premier tour | Victoire au premier tour | Victoire au premier tour | Victoire au premier tour | Victoire au premier tour | Victoire au premier tour | Victoire au premier tour |
| Législatives 2021   |          | ER       | 32,26    |          | KPRF     | 30,78    |          | LDPR     | 9,99     |          | SRZP     | 8,63     | Tour unique              | Tour unique              | Tour unique              | Tour unique              | Tour unique              | Tour unique              | Tour unique              | Tour unique              |

### Finances communales
|                                          |                      | 2023        | 2025        |
| Recettes totales                         | Recettes totales     | 3 229 291,6 | 2 463 685,3 |
| ---------------------------------------- | -------------------- | ----------- | ----------- |
|                                          | Recettes fiscales    | 1 371 393,9 | 1 503 236,0 |
| Subventions                              | 1 830 566,6          | 933 415,3   |             |
| Recettes non fiscales                    | 27 331,1             | 27 034,0    |             |
| Dépenses                                 | Dépenses             | 3 229 291,6 | 2 463 685,3 |
|                                          | Dépenses programmées | 3 044 204,1 | 2 064 794,1 |
| Dépenses hors programme                  | 185 087,5            | 398 891,2   |             |
| Déficit budgétaire                       | Déficit budgétaire   | 0           | 0           |
| Les valeurs sont en milliers de roubles. |                      |             |             |

Pour l'exercice 2023, le compte administratif du budget municipal de Gorno-Altaïsk s'établit à 2 463 millions de roubles en dépenses et 3 229 millions de roubles en recettes.
Concernant les recettes budgétaires propres, elles viennent à 49,8 % de subventions (gouvernementales et régionales), à 49,2 % de recettes fiscales et à 1,0 % de recettes non fiscales.

#### Dépense budgétaires
Les dépenses budgétaires sont pour l'exercice 2023 consacrées à hauteur de 54,6 % (1 763 millions de roubles) consacrées à l'éducation. Les autres plus importants secteurs de dépenses sont le logement et services communaux à hauteur de 19,6 % (633,9 millions de roubles), l'économie à hauteur de 11,3 % (363,8 millions de roubles) et la politique sociale, la culture et le sport à hauteur de hauteur de 6,5 % (208 millions de roubles).
Tous les autres secteurs de dépenses représentent 8 % des dépenses totales de la ville, soit 259,8 millions de roubles. Dans ces autres dépenses, il y a entre autres les programmes fédéraux (211,8 millions de roubles), et la sécurité (30,6 millions de roubles).

#### Endettement
L'endettement de la ville s'élevait au 1er janvier 2023 à 547,271 millions de roubles. La dette tend à baisser d'année en année, et devrait baisser à 503,474 millions de roubles au 1er janvier 2026.
Dans l'exercice budgétaire de 2023, le service de la dette (remboursement et intérêts) représentait 12 millions de roubles de dépenses, soit 0,39 % des dépenses totales de la ville,.

### Jumelages
| Ville | Ville | Pays | Pays   | Période                   |
| ----- | ----- | ---- | ------ | ------------------------- |
|       | Omsk  |      | Russie | depuis le 31 juillet 2010 |

## Population et société

### Démographie
Recensements (*) ou estimations de la population:
| 1910  | 1926  | 1927  | 1931  | 1933   | 1939*  | 1959*  | 1970*  |
| ----- | ----- | ----- | ----- | ------ | ------ | ------ | ------ |
| 3 127 | 5 691 | 5 726 | 8 500 | 11 763 | 24 045 | 27 534 | 34 413 |

| 1979*  | 1989*  | 2002*  | 2010*  | 2013   | 2014   | 2015   | 2016   |
| ------ | ------ | ------ | ------ | ------ | ------ | ------ | ------ |
| 40 296 | 46 436 | 53 538 | 56 933 | 60 828 | 61 420 | 62 309 | 62 861 |

| 2017   | 2018   | 2019   | 2020   | 2021   | 2022   | - | - |
| ------ | ------ | ------ | ------ | ------ | ------ | - | - |
| 63 295 | 63 214 | 63 845 | 64 464 | 64 505 | 64 558 | - | - |

### Ethnies
La ville de Gorno-Altaïsk est principalement peuplée de Russes. Selon le recensement de 2021, sur les 57 537 personnes ayant indiqué leurs ethnies, 63,93 % d'entre elles étaient Russes, soit 36 785 personnes. Si l'on prend la population totale, avec ceux n'ayant pas répondu à la question sur l'ethnie (volontairement ou non), le pourcentage de Russes est de 56,3 %. Les ethnies suivantes sont les Altaïens avec 16 876 individus, soit 25,83 % de la population totale. Viennent ensuite les Kazakhs en troisième position avec 1 934 personnes (2,96 %) et les Koumandines en quatrième position avec 378 personnes.
Lors du recensement, 57 personnes à Gorno-Altaïsk ont indiqué qu'elles n'avaient pas d'ethnie, 7 411 personnes n'ont pas répondu à la question sur l'ethnie, et 394 personnes ont refusé de répondre.
| Ethnies     | Ethnies | %     | Moyenne de la république (%) |
| ----------- | ------- | ----- | ---------------------------- |
| Russes      | 36 785  | 56,3  | 54,38                        |
| Altaïens    | 16 876  | 25,83 | 34,72                        |
| Kazakhs     | 1 934   | 2,96  | 6                            |
| Koumandines | 378     | 0,58  | 0,49                         |
| Arméniens   | 199     | 0,3   | 0,15                         |
| Allemands   | 166     | 0,25  | 0,2                          |
| Ukrainiens  | 153     | 0,23  | 0,21                         |
| Azéris      | 122     | 0,19  | 0,24                         |
| Tatars      | 117     | 0,18  | 0,11                         |
| Kirghizes   | 111     | 0,17  | 0,11                         |
| Autres      | 8501    | 13,01 | 3,39                         |
| Total       | 65 342  | 100   | 100                          |

### Éducation et sport
L'éducation à Gorno-Altaïsk est importante, la ville étant une cité universitaire pour la république. Elle dispose ainsi de l'Université d'État du Gorno-Altaï, qui a été ouverte en 1949. Cette université possède 7 facultés, dont une de médecine, une d'art ou une de science. Il y a d'ailleurs un institut de la branche sibérienne de l'Académie des sciences de Russie à Gorno-Altaïsk.
La ville dispose de 6 clubs sportifs, et les sports les plus pratiqués sont le volley-ball, le football, la natation ainsi que les arts martiaux.

## Économie
Gorno-Altaïsk a subi une désindustrialisation quasi totale lors de l'effondrement de l'URSS. Même si quelque usines sont revenues, le secteur principal de l'économie est le secteur tertiaire, et le premier employeur est l'État. La ville vit aussi du tourisme et du commerce, mais en bien moindre mesure. Le chômage est important, en particulier chez les jeunes.

### Emplois
D'après les chiffres de 2022 de la municipalité, 50 % de la population active est employée dans l'économie, dont 7 % dans le domaine des petites et moyennes entreprises. Le nombre de chômeurs à la recherche d'un emploi et inscrits auprès du service de l'emploi est d'environ 3 %. Il convient de noter que le nombre de retraités exerçant une activité professionnelle est en augmentation, représentant environ 10 % de la population active en 2022.
Les emplois se répartissent dans les divers secteurs économiques comme suit selon les chiffres de 2006 :
| Répartition                                                               | %     |
| ------------------------------------------------------------------------- | ----- |
| Agriculture                                                               | 1,6   |
| Industries manufacturières                                                | 2,13  |
| Production et distribution d'énergie, de gaz et d'eau                     | 6     |
| Construction                                                              | 0,75  |
| Commerce de gros et de détail, réparation de véhicules, produits ménagers | 5,8   |
| Hôtellerie et restauration                                                | 0,74  |
| Transports et communications                                              | 6     |
| Secteur financier                                                         | 2,15  |
| Administration publique                                                   | 23,1  |
| Éducation                                                                 | 22,6  |
| Soins de santé                                                            | 18,33 |
| Fourniture de services publics et autres services                         | 5,7   |
| Activités immobilières                                                    | 5,1   |
| Total                                                                     | 100   |

## Culture locale et patrimoine

### Lieux et monuments
Au 16 décembre 2022, la ville de Gorno-Altaïsk comptait selon la municipalité 45 objets patrimoniaux culturels sur son territoire tout statut et classement confondu. Ils se répartissaient entre 3 objets patrimoniaux culturels d'importance fédérale, 7 objets patrimoniaux culturels d'importance régionale, 1 objet patrimonial culturel identifié (c'est-à-dire en attente de classement) et 34 objets patrimoniaux culturels d'importance locale.

### Personnalités liées à la ville
- Ali Feruz (Али Феруз), né en 1987, journaliste.
- Chaya Friedel Halberstam, née le 18 avril 1881 à Gorno-Altays, épouse du grand-rabbin Benzion Halberstam, le 2e Rebbe de Bobov, mère de Shlomo Halberstam, le 3e Rebbe de Bobov.

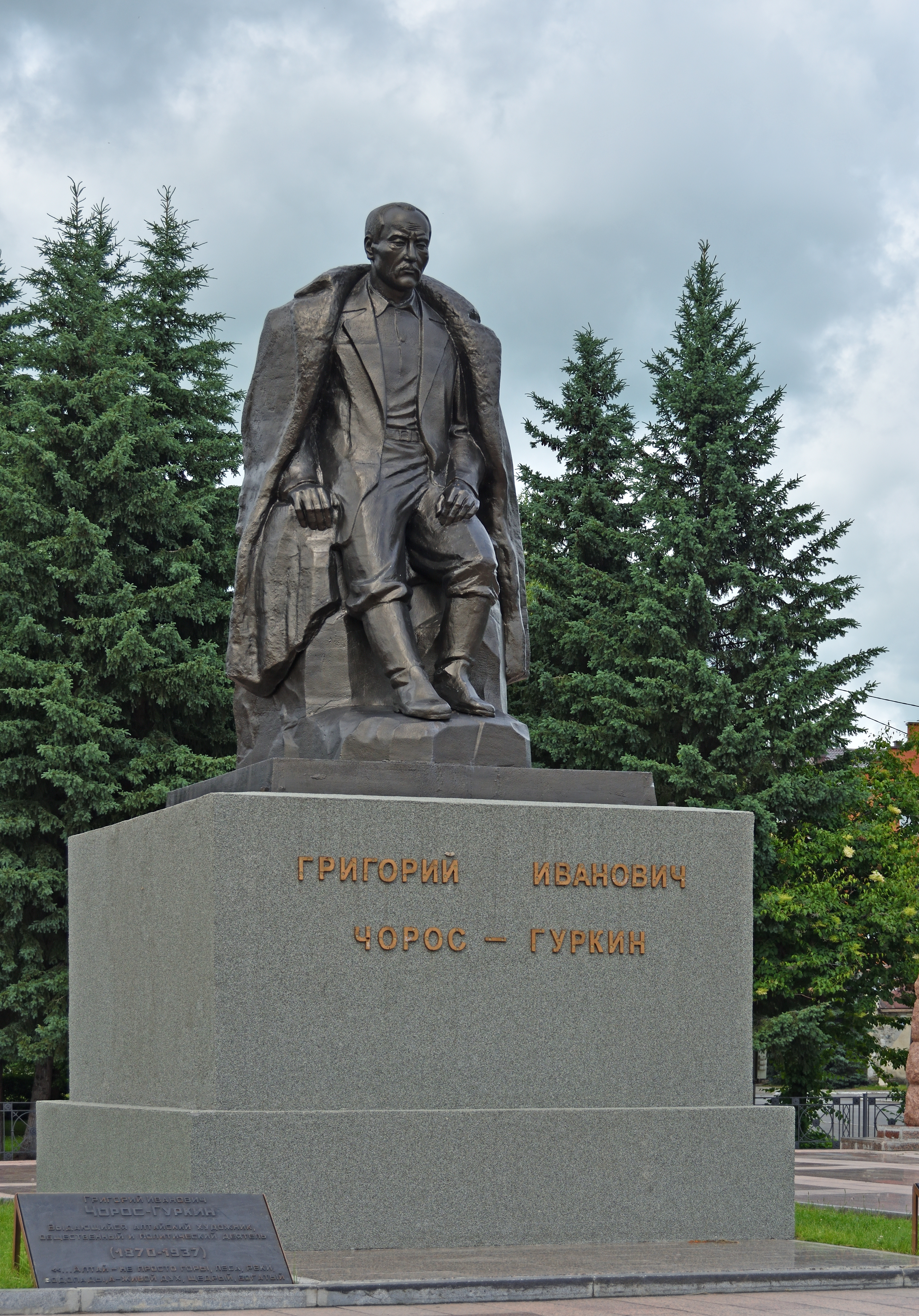
Grigory Gourkine.
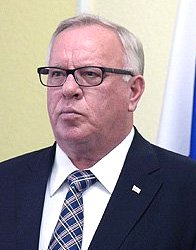
Alexandre Berdnikov.
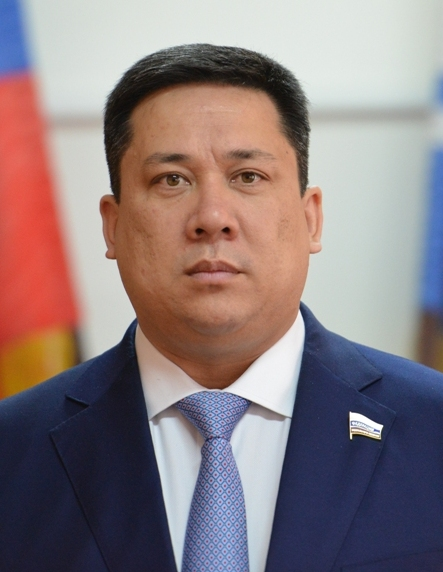
Vladimir Poletaïev.
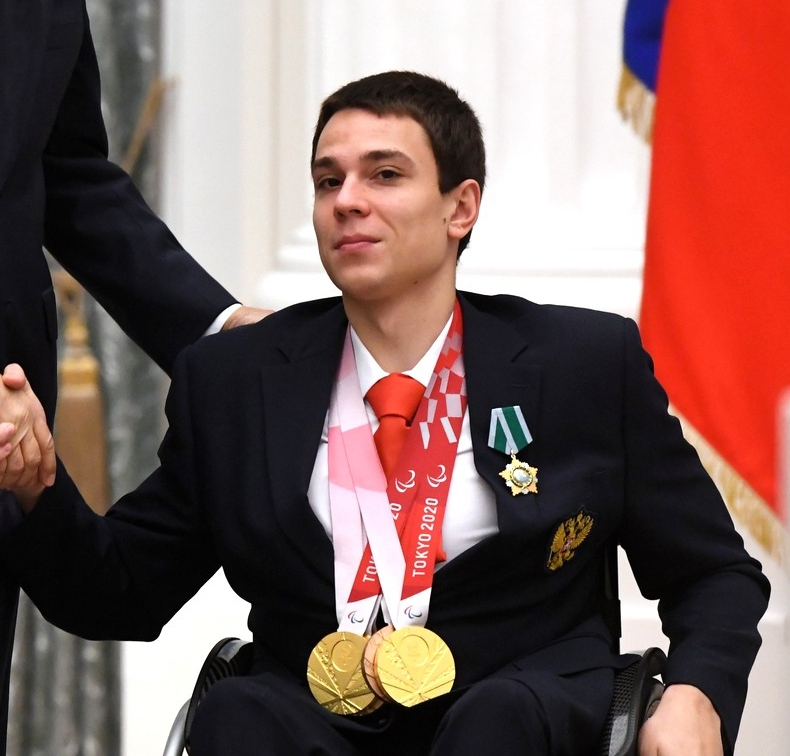
Roman Jdanov.